# Plandry (zámek)
Plandry je zaniklý zámek, který stával ve stejnojmenné obci Plandry, nedaleko Jihlavy, naproti aleji vedoucí ke kapli svatého Jana Nepomuckého.

## Historie
Zámek v obci Plandry nechal kolem roku 1734 postavit Josef Ignác Zebo z Breitenau. Barokní stavba měla půdorys písmene L a tvořila ji dvě jednopatrová křídla. K zámku patřil také hospodářský dvůr, který se stal v 19. století sýpkou a v roce 1840 přistavěným empírovým portikem. Roku 1765 se novým majitelem zámku stal Antonín Adolf Zebo z Breitenu bratr Josefa Ignáce Zeba, který se v Jihlavě zasloužil o pozvednutí soukenictví. Roku 1778 pak celý velkostatek zdědil jeho syn rytíř Vincenc Zebo z Brachfeldu. Ten připojil řadu dalších nemovitostí, které odkoupil od jihlavského špitálu. Po jeho smrti v roce 1810 získala celý majetek jeho dcera Aloisie, provdaná za c. k. komořího svobodného pána Emanuela Františka Schirndingera ze Schirndingu, který k jednomu křídlu nechal přistavět empírovou oranžerii. Majetek následně přešel do rukou její dcery Aloisie, jež se provdala za svobodné pána Václava Petra II. Dobřenského z Dobřenic, c. k. komořího a pána na Úhrově, Příbrami a Nejepíně. Ta v roce 1889 zemřela a novou majitelkou se stala její dcera Aloisie Františka Dobřenská z Dobřenic (†1897), která ho ve své závěti rozdělila na dvě části. První část, 2/3 majetku, odkázala synovci Karlu Wiederspergovi a druhou část, 1/3 majetku, bratrovi Václavu Petrovi III. Dobřenskému z Dobřenic. Po jeho smrti v roce 1921 získala jeho část majetku jeho manželka Josefa Aloisie, roz. Procházková.

## 20. století
Baron Karel Wiedersperg, jenž získal vlastní zámek a hospodářská stavení, vlastnil tento majetek až do roku 1945, kdy mu byl zkonfiskován. Za první republiky se hlásil k české komunitě a mj. se mu podařilo zasadit o osamostatnění obce Plandry a jejímu odtržení od Německé Vyskytné. Po druhé světové válce a po odsunu do Německa, dožil u svých příbuzných v Žamberku, kde je také pochován. Přál si sice, aby byl pochován v Plandrech v kapli sv. Jana Nepomuckého, ale tehdejší vedení obce mu to nedovolilo. Zámek v obci poté neutěšeně chátral. V 90. letech 20. století byl vyřazen ze seznamu památkově chráněných objektů a v roce 1998 byl zbourán.

## Popis
Budova zámku měla mansardovou střechu s arkýři a věžičku nad zámeckou kaplí. Kolem zámku se rozkládal park se sochou sv. Jana Nepomuckého. K zámku patřil také park Engliš s rybníčkem a ostrov, na němž stála plastika čápa.

## Hospodářské budovy
Na rozdíl od zámku nepřišel o svoji státní ochranu přiléhající statek a okolní park. Hospodářské budovy zde chátrají, park zarůstá a je bez údržby. V parku nalezneme sochu sv. Jana Nepomuckého, památnou lípu, ruinu hospodářského stavení, které je dosud chráněnou památkou a státem chráněný špýchar.
Zámek s hospodářským dvorem a parkem, tvořeným kaskádou rybníků, představoval ve své době významný komplex venkovského panského sídla. I po zboření zámku si areál uchoval vysokou urbanistickou hodnotu, narušuje jej však celá řada negativních jevů. Je to jak zanedbaná údržba areálu, tak i nevhodná výstavba a stavební úpravy, nerespektující jeho památkový ráz.